# بخش سیواساگر
بخش سیواساگر (به انگلیسی: Sivasagar district) یک منطقهٔ مسکونی در هند است که در Upper Assam واقع شده‌است. بخش سیواساگر ۲٬۶۶۸ کیلومتر مربع مساحت و ۱٬۱۵۱٬۰۵۰ نفر جمعیت دارد.